# Jacek Jendrej
Jacek Jendrej – polski matematyk, laureat Nagrody EMS z 2024 roku. Od 2024 roku profesor Sorbonne Université, jest także profesorem Akademii Górniczo-Hutniczej w Krakowie. Zajmuje się równaniami różniczkowymi cząstkowymi i fizyką matematyczną.

## Życiorys
W 2008 roku zdobył złoty medal na Międzynarodowej Olimpiadzie Matematycznej. Studiował na Uniwersytecie Warszawskim. Stopień doktora uzyskał w 2016 roku na École Polytechnique, promotorami jego doktoratu byli Yvan Martel i Frank Merle. Po pobycie na University of Chicago, w 2017 roku został zatrudniony w Centre national de la recherche scientifique (CNRS). W 2021 roku na Université Sorbonne Paris Nord uzyskał francuską habilitację (HDR). Od 2024 roku jest profesorem Sorbonne Université, pracuje też w Akademii Górniczo-Hutniczej w Krakowie.
Swoje prace publikował m.in. w „Analysis & PDE”, „American Journal of Mathematics”, „Duke Mathematical Journal”, „Communications on Pure and Applied Mathematics" i „Inventiones Mathematicae".
Laureat Cours Claude-Antoine Peccot (tytuł wykładu: Théorème du seuil et bulles en interaction pour l'équation wave maps critique) z 2019 roku przyznanego przez Collège de France (jest to nagroda dla matematyków poniżej 30. roku życia, którą otrzymało dotąd także 14 laureatów Medalu Fieldsa) i inauguracyjnej Nagrody im. Juliusza Pawła Schaudera dla młodych matematyków przyznawanej przez Centrum Badań Nieliniowych im. J.P. Schaudera Uniwersytetu Mikołaja Kopernika w Toruniu od 2021 roku. W 2023 roku zdobył prestiżowy ERC Starting Grant, a w 2024 roku uhonorowano go Nagrodą EMS.